# Felipe Alfonso Criado
Felipe Alfonso Criado (nascut el 14 d'abril de 1993) és un futbolista castellanolleonès que juga a l'AD Mérida com a lateral dret.

## Carrera de club
Nascut a Valladolid, Castella i Lleó, Alfonso va ser un producte juvenil del club local Reial Valladolid, va debutar-hi amb l'equip B i va passar dues temporades a Tercera Divisió amb ells. El 22 d'octubre de 2011 va debutar amb el primer equip, titular i jugant 80 minuts en la victòria a casa per 2-1 de Segona Divisió contra el CD Numància.
Alfonso es va incorporar al Vila-real CF B de Segona Divisió B el 22 de juny de 2012. El 25 d'agost de 2015, després d'establir-se com a titular i convertir-se en el capità de les reserves, va patir una greu lesió al genoll que el va deixar de banda durant tota la temporada.
El 9 de juliol de 2017, Alfonso va tornar a la segona categoria després de signar un contracte amb l'AD Alcorcón. El 5 de juliol de 2019 va passar a l'Hèrcules CF a la tercera divisió.